# Cândido Gaffrée
Cândido Gaffrée (Bagé, 1856 - 1919) foi um empreendedor brasileiro.  

## História
Originário dalguma ilustre família de origem francesa, entre 1870 e 1888, construiu rodovias no nordeste e se tornou proprietário da maior fazenda de café de Botucatu, no interior de São Paulo. 

### Companhia Docas de Santos
Ganhou, junto com Eduardo Palassim Guinle, a concessão para construir o porto de Santos, assim fundando a Companhia Docas de Santos.
Em 1867 foi inaugurada a São Paulo Railway ligando Santos a Jundiaí. Depois de tentativas sem sucesso, em 19 de outubro de 1886 foi feito uma concorrência para o desenvolvimento do porto de Santos. Das seis propostas venceu a do grupo liderado por Cândido Gaffrée e Eduardo Guinle. O decreto 9979 de 12 de julho de 1888 contratou esse grupo dando exclusividade por 39 anos (prorrogado para 90 anos em 7 de novembro de 1890). 

### Testamento
Em 30 de dezembro de 1919 foi aberto o seu testamento. Deixou 200 mil contos para ser divididos entre seus afilhados; 100 mil contos para cada uma das Santa Casa da Misericórdia do Rio de Janeiro, Santos, Bagé e Porto Alegre; 100 mil contos para cada uma das igrejas matrizes das mesmas cidades; 200 mil contos à Associação dos Empregados da Docas de Santos. Também deixou 20 mil contos para a família Guinle.
Foi substituído na diretoria da Companhia Docas de Santos por Jorge Street.